# Präsidentschaftswahl in Sri Lanka 2015
Die Präsidentschaftswahl in Sri Lanka 2015 fand am 8. Januar 2015 statt. Die Wahl gewann der Kandidat der Opposition Maithripala Sirisena.

## Vorgeschichte

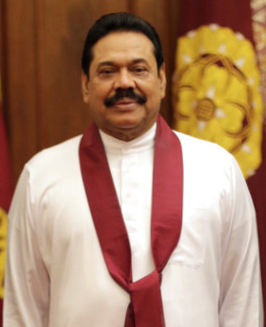
Mahinda Rajapaksa (2014)

Die letzte Präsidentschaftswahl 2010 hatte der amtierende Präsident Mahinda Rajapaksa vor seinem Hauptkontrahenten General Sarath Fonseka mit etwa 58 Prozent der Wählerstimmen gewonnen. Die Wahl war eine vorgezogene Wahl gewesen und Rajapaksa hatte von einem Popularitätshoch profitiert, nachdem es unter seiner Präsidentschaft endgültig gelungen war, die Rebellenorganisation der LTTE (Tamil Tigers) zu besiegen und damit den seit 26 Jahren andauernden Bürgerkrieg in Sri Lanka zu beenden. Auch die Parlamentswahl am 8. April 2010 wurde von der UPFA, der Partei Rajapaksas gewonnen. Am 8. September 2010 stimmte das von den Anhängern Rajapaksas dominierte Parlament einer Verfassungsänderung zu, nach der auch eine dritte Amtsperiode eines Präsidenten möglich ist. Dies war zuvor durch die Verfassung untersagt gewesen. Diese Verfassungsänderung, die offensichtlich eine erneute Kandidatur Rajapaksas ermöglichen sollte, stieß ebenso auf die Kritik der Opposition, wie die Behandlung des Oppositionsführers Fonseka, der auf Betreiben Rajapaksas nach den Wahlen 2010 zeitweilig inhaftiert worden war. Dem Präsidenten wurde ein zunehmend autoritäres Gebaren vorgeworfen.
International wurden auch mit Besorgnis Berichte über anhaltenden Menschenrechtsverstöße vor allem gegen die tamilische Minderheit im Land registriert.

## Wahlankündigung und Formierung der Opposition

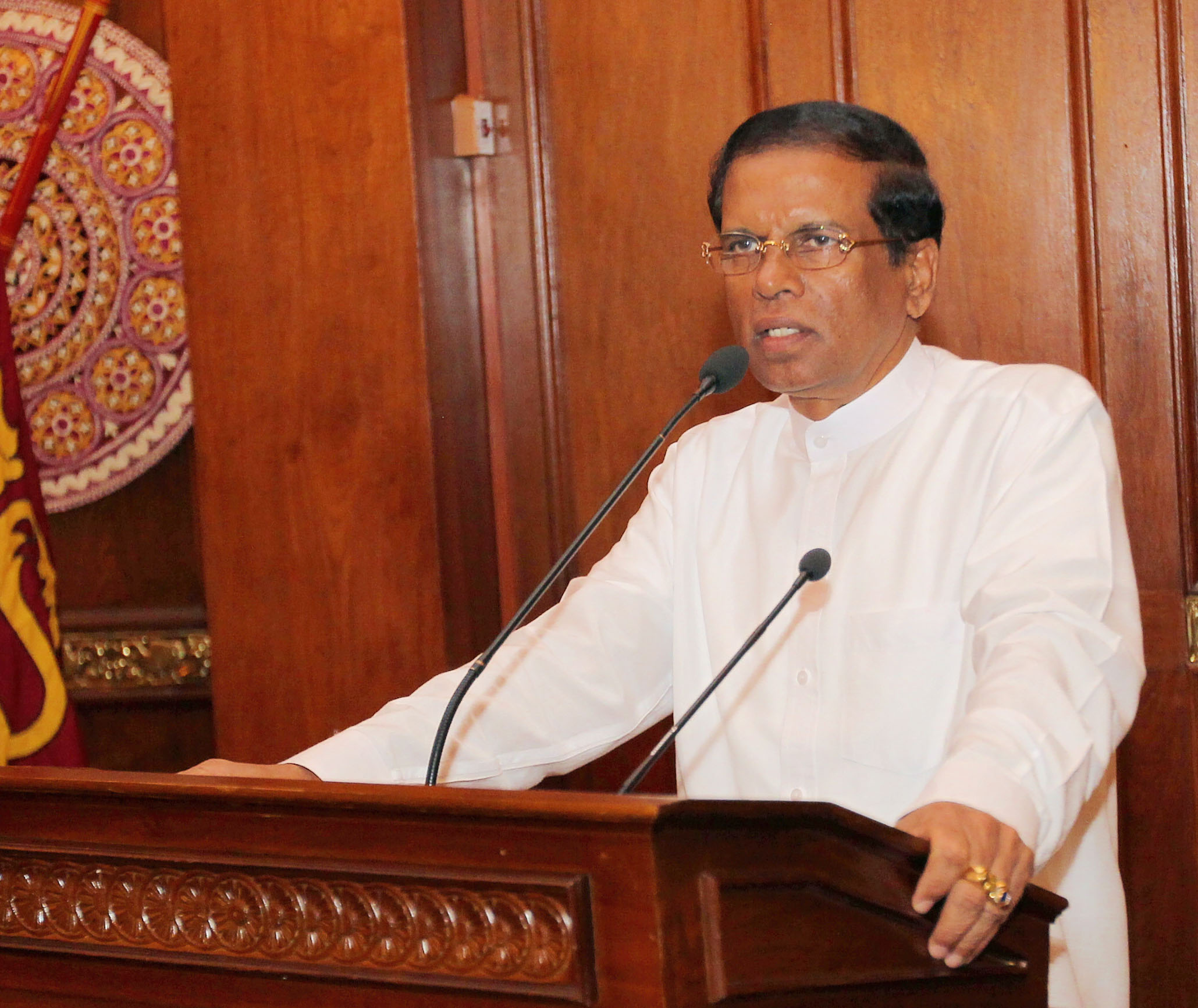
Maithripala Sirisena, Spitzenkandidat der Opposition (2015)

Am 20. Oktober 2014 kündigte der Informationsminister die Abhaltung von Präsidentschaftswahlen im Januar 2015 an, ohne einen genauen Tag zu spezifizieren. Der Wahltermin lag somit fast zwei Jahre vor Ende der sechsjährigen Amtszeit Rajapaksas, die noch bis zum Jahr 2016 gedauert hätte. Die Verfassungskonformität einer dritten Amtszeit Rajapaksas wurde von einigen politischen Gegnern bestritten, da die entsprechende Verfassungsänderung erfolgt sei, nachdem Rajapaksa schon für zwei Amtszeiten gewählt worden war. Rajapaksa bat daher das Oberste Gericht Sri Lankas im November 2014 um ein Gutachten und erhielt einen positiven Bescheid, dass eine dritte Amtszeit möglich sei. Allerdings wandten Kritiker ein, dass das Oberste Gericht durch den Präsidenten mit seinen Anhängern besetzt worden sei.
Die Opposition wurde von der Wahlankündigung überrascht. Es gab keinen allgemein anerkannten Oppositionsführer und damit zunächst keinen eindeutigen Gegenkandidaten gegen Präsident Rajapaksa. Am 21. November 2014 erklärte Maithripala Sirisena, Gesundheitsminister in der Regierung Rajapaksa und Generalsekretär von Rajapaksas Sri Lanka Freedom Party (SLFP) seinen Parteiaustritt aus der SLFP und kündigte an, als Spitzenkandidat der oppositionellen United National Party gegen Rajapaksa antreten zu wollen. Bei der öffentlichen Ankündigung seiner Kandidatur auf einer Pressekonferenz trat er zusammen mit der ehemaligen Premierministerin und SLFP-Alterspräsidentin Chandrika Kumaratunga und 3 weiteren Kabinettsministern auf. Sirisena warf Rajapaksa vor, das Land in Richtung einer Diktatur zu führen und warf ihm Amtsmissbrauch und Nepotismus vor. Die gesamte Wirtschaft des Landes und jeder Aspekt der sri-lankischen Gesellschaft sei von Angehörigen der Präsidentenfamilie kontrolliert. Im Land herrsche Korruption und Rechtsunsicherheit. Sirisena wurde daraufhin prompt von seinem Ministeramt entbunden und mitsamt seinen Anhängern aus der SLFP offiziell ausgeschlossen.
Am 21. November 2014 wurde als Wahltermin der 8. Januar 2015 bekanntgegeben. Kandidaten-Nominierungen waren bis spätestens zum 8. Dezember 2014 anzumelden.

## Kandidaten

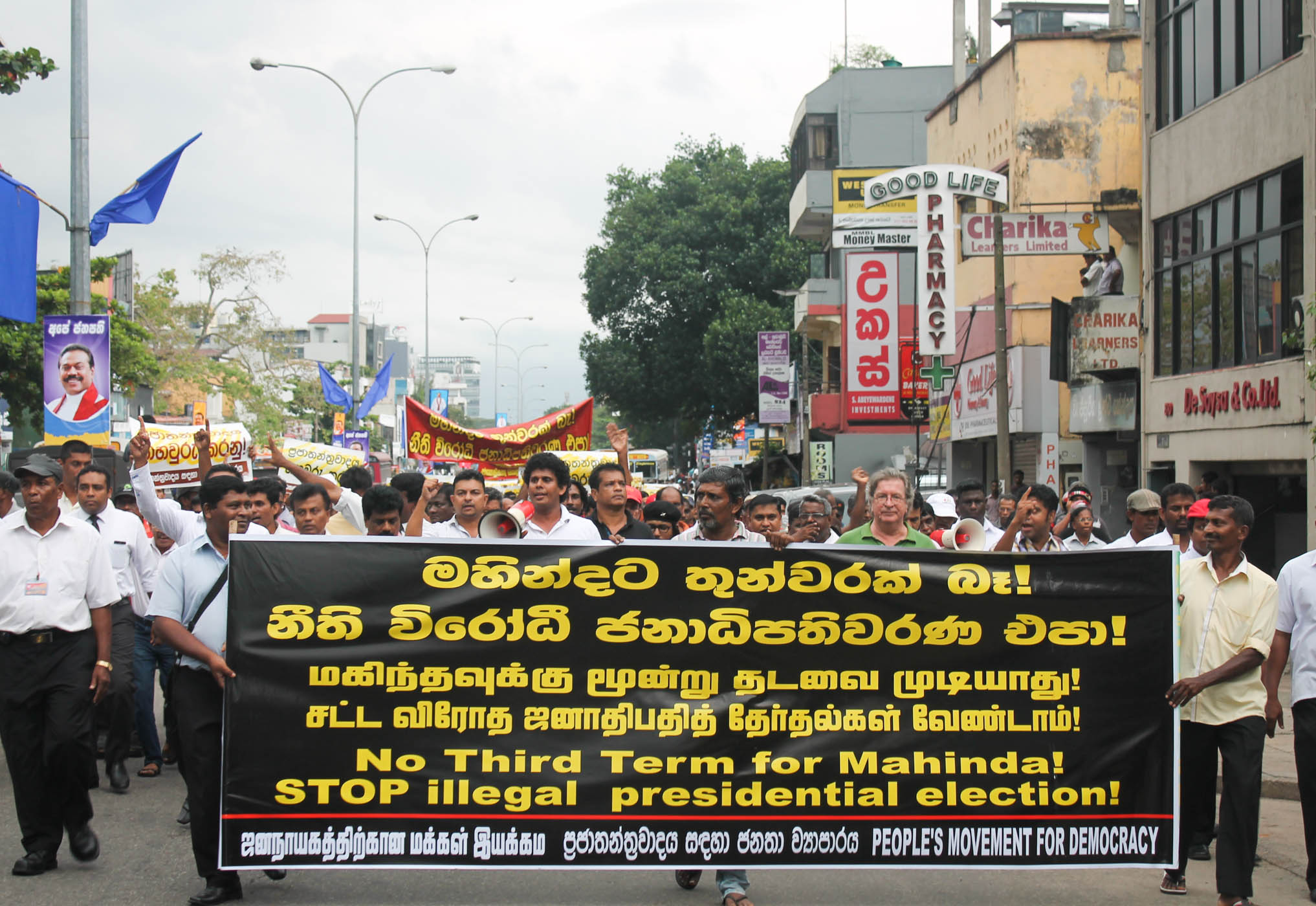
Oppositionskundgebung des People's Movement for Democracy am 18. November 2014 in Colombo

Insgesamt 19 Kandidaten wurden zur Wahl zugelassen. Dies waren in der Auflistung der sri-lankischen Wahlbehörde die folgenden:
| Nr  | Kandidat                                           | Partei                                    |
| --- | -------------------------------------------------- | ----------------------------------------- |
| 1.  | Baththaramulle Seelarathana Thero                  | Jana Setha Peramuna                       |
| 2.  | M. B. Thaminimulla                                 | Okkoma Wasiyo Okkoma Rajawaru Sanvidanaya |
| 3.  | Pani Wijesiriwardena                               | Socialist Equality Party                  |
| 4.  | Sirithunga Jayasooriya                             | United Socialist Party                    |
| 5.  | Percy Mahinda Rajapaksa                            | United People's Freedom Alliance          |
| 6.  | Jayantha Kulathunga                                | Eksath Lanka Maha Sabha Pakshaya          |
| 7.  | Vimal Gee ganage                                   | Sri Lanka National Front                  |
| 8.  | Pallewatte Gamaralalage Maithreepala Yapa Sirisena | New Democratic Front                      |
| 9.  | I. M. Ilyaas                                       | Unabhängiger                              |
| 10. | Ibrahim Nisthar Mohamad Miflar                     | United Peace Front                        |
| 11. | Polgampala Ralalage Chaminda Anuruddha Polgampala  | Unabhängiger                              |
| 12. | Duminda Nagamuwa                                   | Frontline Socialist Party                 |
| 13. | A. S. P. Liyanage                                  | Sri Lanka Labour Party                    |
| 14. | Sundharam Mahendran                                | Nawa Sama Samaja Party                    |
| 15. | Katugampala Appuhamilage Prasanna Priyankara       | Democratic National Movement              |
| 16. | Rajapaksha Aarachchilage Namal Ajith Rajapaksha    | Our National Front                        |
| 17. | Rathnayaka Aarachchige Sirisena                    | Patriotic National Front                  |
| 18. | Sarath Manamendra                                  | Nawa Sihala Urumaya                       |
| 19. | Ruwanthilaka Peduru Aarachchi                      | Eksath Lanka Podujana Pakshaya            |

17 Kandidaten gehörten anerkannten politischen Parteien an und zwei Kandidaten traten als unabhängige Einzelkandidaten an.

## Ablauf des Wahlkampfes
Wie schon von früheren Wahlen in Sri Lanka bekannt, war der Wahlkampf von Anfang an von gewalttätigen Auseinandersetzungen gekennzeichnet. Von Übergriffen waren ganz überwiegend Oppositionspolitiker betroffen, deren Helfer tätlich angegriffen oder bedroht wurden.
Von der Opposition wurden Vorwürfe erhoben, dass staatliche Einrichtungen für den Wahlkampf des amtierenden Präsidenten benutzt würden. So habe beispielsweise die staatliche Straßenbaubehörde Bauarbeiter dazu abgeordnet, Wahlplakate für Rajapaksa aufzuhängen. Öffentliche Gelder seien dazu verwendet worden, Propagandamaterial für die Regierung herzustellen.
Folgende Parteien erklärten ihre Unterstützung der Kandidatur Rajapaksas: der Ceylon Workers' Congress (eine Partei, die vor allem von tamilischen Plantagenarbeitern gewählt wird), die Kommunistische Partei Sri Lankas und eine Reihe kleinerer Parteien, die mit einem bis drei Abgeordneten im sri-lankischen Parlament vertreten sind. Sirisena trat, wie sein Vorgänger Sarath Fonseka bei der vorangegangenen Wahl 2010 als Spitzenkandidat der New Democratic Front (NDF) unter dem Wahlkampfsymbol des Schwans an.
Am 18. November 2014 verließ auch die von buddhistisch-singhalesischen Mönchen geführte Jathika Hela Urumaya die regierende United People’s Freedom Alliance (UPFA) und beschloss wenig später Sirisena zu unterstützen. Die Democratic Party des früheren Armeeschefs und Präsidentschaftskandidaten 2010 Sarath Fonseka, erklärte ihre Unterstützung für Sirisena zusammen mit einigen kleineren anderen Parteien.
Am 1. Dezember 2014 verkündete Sirisena zusammen mit zahlreichen politischen Oppositionsgruppen und -politikern, darunter der Ex-Präsidentin Chandrika Kumaratunga, des UNP-Führers Ranil Wickremesinghe, sowie Sarath Fonsekas eine Absichtserklärung, in der sein Wahlprogramm zum Ausdruck kam. Sirisena versprach, das sri-lankische Präsidialsystem in ein parlamentarisches System umzubauen, bei dem der Regierungschef direkt dem Parlament verantwortlich ist. Er versprach die baldige Abhaltung von Neuwahlen zum Parlament und die Bildung einer Allparteien-Koalitionsregierung. Der unter Rajapaksa verabschiedete 18. Verfassungszusatz, der die Amtszeitbeschränkung des Präsidenten aufhebt, solle wieder rückgängig gemacht werden. Außerdem stellte er weitere politische und wirtschaftliche Reformen in Aussicht.

## Wahlmodus
Die Wahl erfolgt nach Instant-Runoff-Voting, d. h. der Wähler hat die Möglichkeit bis zu drei Kandidaten der Reihe nach auf dem Stimmzettel anzuordnen. Erreicht keiner der auf den Stimmzetteln erstplatzierten Kandidaten in der ersten Auszählung die Mehrheit wird derjenige Kandidat mit den wenigsten Erstplatzierungen von allen Stimmzetteln eliminiert. Die nachfolgenden Kandidaten rücken alle eine Position höher. Dann werden erneut die erstplatzierten Kandidaten ausgezählt und das gesamte Verfahren wiederholt. Dies wird so lange wiederholt, bis ein erstplatzierter Kandidat die absolute Mehrheit hat. Dieses Wahlrecht hat zur Folge, dass Stimmen für Kandidaten „nachgeordneter Präferenz“ nicht ganz unter den Tisch fallen, sondern mitberücksichtigt werden, so dass es u. U. sein kann, dass ein Kandidat, der in der ersten Runde nicht an erster Stelle steht, die Wahl gewinnt.
Die Wahl am 8. Januar 2015 verlief weitgehend geordnet und ohne größere Zwischenfälle.

## Ergebnisse
Die Ergebnisse wurden schrittweise durch das Wahlamt (Department of Elections) Sri Lankas bekanntgegeben.

### Landesweite Ergebnisse
Die Wahlbeteiligung betrug 81,52 %. 140.925 Stimmen (1,15 %) waren ungültig.
| Kandidat                                   | Stimmen              | %        |
| ------------------------------------------ | -------------------- | -------- |
| Maithripala Sirisena                       | 6.217.162            | 51,28 %  |
| Mahinda Rajapaksa                          | 5.768.090            | 47,58 %  |
| Arachchige Rathnayaka Sirisena             | 18.174               | 0,15 %   |
| Namal Rajapaksa                            | 15.726               | 0,13 %   |
| Ibrahim Miflar                             | 14.379               | 0,12 %   |
| Panagoda Don Prince Soloman Anura Liyanage | 14.351               | 0,12 %   |
| Ruwanthilaka Peduru Arachchi               | 12.436               | 0,10 %   |
| Aithurus Mohamed Illias                    | 10.618               | 0,09 %   |
| Duminda Nagamuwa                           | 9.941                | 0,08 %   |
| Sirithunga Jayasuriya                      | 8.840                | 0,07 %   |
| Sarath Manamendra                          | 6.875                | 0,06 %   |
| Pani Wijesiriwardena                       | 4.277                | 0,04 %   |
| Anuruddha Polgampala                       | 4.260                | 0,04 %   |
| Sundaram Mahendran                         | 4.047                | 0,03 %   |
| M. B. Theminimulla                         | 3.846                | 0,03 %   |
| Baththaramulle Seelarathana Thero          | 3.750                | 0,03 %   |
| Prasanna Priyankara                        | 2.793                | 0,02 %   |
| Jayantha Kulathunga                        | 2.061                | 0,02 %   |
| Wimal Geeganage                            | 1.826                | 0,02 %   |
| Gültige Stimmen                            | 12.123.452           | 100,00 % |
| Gültige Stimmen                            | 12.123.452 (98,85 %) |          |
| Ungültige Stimmen                          | 140.925 (1,15 %)     |          |
| Abgegebene Stimmen                         | 12.264.377 (81,52 %) |          |
| Registrierte Wähler                        | 15.044.490           |          |

### Ergebnisse in den Wahlkreisen
Die folgende Tabelle enthält die offiziellen Wahlergebnisse nach Wahlkreisen. Die Wahlkreise (election districts) sind bis auf Vanni und Jaffna identisch mit den Distrikten von Sri Lanka.
| Distrikte mit Stimmenmehrheit für Sirisena  |
| Distrikte mit Stimmenmehrheit für Rajapaksa |

| Wahlkreis      | Rajapaksa | Rajapaksa | Sirisena  | Sirisena | Andere  | Andere | Wahl- beteiligung |
| Wahlkreis      | Stimmen   | %         | Stimmen   | %        | Stimmen | %      | Wahl- beteiligung |
| -------------- | --------- | --------- | --------- | -------- | ------- | ------ | ----------------- |
| Colombo        | 562.614   | 43,40     | 725.073   | 55,93    | 8.673   | 0,67   | 81,49             |
| Gampaha        | 664.347   | 49,49     | 669.007   | 49,83    | 9.142   | 0,68   | 80,77             |
| Kalutara       | 395.890   | 52,65     | 349.404   | 46,46    | 6.690   | 0,89   | 82,08             |
| Mahanuwara     | 378.585   | 44,23     | 466.994   | 54,56    | 10.329  | 1,21   | 79,71             |
| Matale         | 158.880   | 51,41     | 145.928   | 47,22    | 4.214   | 1,36   | 78,76             |
| Nuwara Eliya   | 145.339   | 34,06     | 272.605   | 63,88    | 8.822   | 2,07   | 79,25             |
| Galle          | 377.126   | 55,64     | 293.994   | 43,37    | 6.691   | 0,99   | 80,46             |
| Matara         | 297.823   | 57,81     | 212.435   | 41,24    | 4.892   | 0,95   | 83,36             |
| Hambantota     | 243.295   | 63,02     | 138.708   | 35,93    | 4.073   | 1,05   | 81,23             |
| Jaffna         | 74.454    | 21,85     | 253.574   | 74,42    | 12.723  | 3,73   | 64,22             |
| Vanni          | 34.377    | 19,07     | 141.417   | 78,47    | 4.431   | 2,46   | 72,57             |
| Batticaloa     | 41.631    | 16,22     | 209.422   | 81,62    | 5.533   | 2,16   | 69,30             |
| Digamadulla    | 121.027   | 33,82     | 233.360   | 65,22    | 3.430   | 0,96   | 73,85             |
| Trincomalee    | 52.111    | 26,67     | 140.338   | 71,84    | 2.907   | 1,49   | 72,50             |
| Kurunegala     | 556.868   | 53,46     | 476.602   | 45,76    | 8.154   | 0,78   | 78,82             |
| Puttalam       | 197.751   | 48,97     | 202.073   | 50,04    | 4.027   | 1,00   | 72,50             |
| Anuradhapura   | 281.161   | 53,59     | 238.407   | 45,44    | 5.065   | 0,97   | 77,98             |
| Polonnauwa     | 105.640   | 41,27     | 147.974   | 57,80    | 2.382   | 0,93   | 79,38             |
| Badulla        | 249.243   | 49,15     | 249.524   | 49,21    | 8.303   | 1,64   | 79,56             |
| Monaragala     | 172.745   | 61,45     | 105.276   | 37,45    | 3.095   | 1,10   | 79,90             |
| Ratnapura      | 379.053   | 55,74     | 292.514   | 43,01    | 8.517   | 1,25   | 84,90             |
| Kegalle        | 278.130   | 51,82     | 252.533   | 47,05    | 6.108   | 1,14   | 83,60             |
| Gesamtergebnis | 5.768.090 | 47,58     | 6.217.162 | 51,28    | 138.201 | 1,14   | 81,52             |

### Wahlkarten

Mehrheiten nach den 22 Wahlkreisen (weitgehend identisch mit den Distrikten von Sri Lanka): Mehrheit für Maithripala Sirisena Mehrheit für Mahinda Rajapaksa
Mehrheiten nach Stimmbezirken: Mehrheit für Maithripala Sirisena Mehrheit für Mahinda Rajapaksa

## Analyse der Wahl und weitere Entwicklung
Das Wahlergebnis markierte einen deutlichen Wechsel in der Politik Sri Lankas. Diese war mehr als 10 Jahre lang von der Präsidentschaft Mahinda Rajapaksas bestimmt gewesen. Von der singhalesischen Mehrheitsbevölkerung war Rajapaksa lange Zeit als starker Mann respektiert worden, der die Rebellenorganisationen der Tamilen im Norden der Insel besiegt hatte. Das Land hatte er anschließend mit autoritärer Hand regiert. Formell herrschten demokratische Verhältnisse, jedoch sahen sich Oppositionelle nicht selten Einschüchterungen und physischen Angriffen von Anhängern Rajapaksa ausgesetzt, so dass journalistische Kritik häufig nicht in der singhalesischen und tamilischen, sondern nur in der englischsprachigen Presse geübt werden konnte, die jedoch keine sehr große Verbreitung im Lande hat. Öffentliche politische Diskussionen konzentrierten sich daher häufig auf politisch unverfängliche Themen, wie beispielsweise Bildung und Erziehung. Eine regelrechte Aufarbeitung der zahlreichen Menschenrechtsverbrechen während der Zeit des Bürgerkriegs fand unter Rajapaksa nicht statt. Dieser lehnte auch diesbezügliche unabhängige internationale Untersuchungen durch die Vereinten Nationen, wie sie von Menschenrechtsorganisationen gefordert wurden, ab. Wie auch schon bei der vorangegangenen Präsidentschaftswahl 2010 wählte die tamilische sowie die muslimische Minderheit ganz überwiegend den Oppositionskandidaten Sirisena – nicht deswegen, weil dieser ihnen irgendwelche konkreten Zusagen gemacht hatte, sondern aus Gegnerschaft zu Rajapaksa. Auffällig im Vergleich zur letzten Wahl 2010 war auch die deutlich höhere Wahlbeteiligung in den tamilischen Gebieten im Norden der Insel.
Den Ausschlag zum Gewinn Sirisenas gab wohl vor allem der Umstand, dass auch vielen Singhalesen die starke Machtkonzentration in den Händen der Rajapaksa-Familie unheimlich geworden war. Rajapaksa hatte zahlreiche Regierungsposten und Positionen in der Wirtschaft an seine Familienangehörigen vergeben. Nach populären Schätzungen wurde etwa 70 % der Wirtschaft Sri Lankas vom Familienclan der Rajapaksas kontrolliert.
Vor der Wahl waren Befürchtungen geäußert worden, dass Rajapaksa im Falle einer Niederlage nicht ohne weiteres seinen Stuhl räumen würde. Rajapaksa gestand jedoch ohne Umschweife seine Wahlniederlage ein und sicherte zu, einen geordneten Machtwechsel zu gewährleisten. Der Wahlsieger Sirisena dankte Rajapaksa dafür, dass er eine geordnete Wahl möglich gemacht hatte. Die Vereidigung von Sirisena erfolgte bereits am 9. Januar 2015.
Sirisena kündigte die Abhaltung von Parlamentswahlen für den 23. April 2015 an. Der Wahltermin wurde allerdings später auf den 17. August 2015 verschoben.